# Gouvernement de Caroline du Sud
La Caroline du Sud est l’un des cinquante États des États-Unis et exerce à ce titre sa souveraineté sur de nombreux domaines comme l’éducation, l’agriculture ou les affaires civiles. L’organisation des institutions et les droits des citoyens sont définis par la Constitution de Caroline du Sud rédigée en 1895 et amendées à plusieurs reprises. Comme à l’échelon national, les pouvoirs sont séparés en trois branches exécutive, législative et judiciaire.

## Gouvernements
Les listes ci-dessous comprennent uniquement les membres élus du gouvernement, et non pas ceux qui sont nommés par le gouverneur.

### Période 2011-2015
| Charge                      | Charge                      | Titulaire actuel | Date de première élection |
| --------------------------- | --------------------------- | ---------------- | ------------------------- |
|                             | Gouverneur                  | Nikki Haley      | 2 novembre 2010           |
| Autres fonctions politiques |                             |                  |                           |
|                             | Gouverneur-adjoint          | Ken Ard          | 2 novembre 2010           |
|                             | Secrétaire d'État           | Mark Hammond     | 5 novembre 2002           |
|                             | Trésorier                   | Curtis Loftis    | 2 novembre 2010           |
|                             | Contrôleur général          | Richard Eckstrom | 5 novembre 2002           |
|                             | Surintendant de l'éducation | Mick Zais        | 2 novembre 2010           |
|                             | Commissaire à l'agriculture | Hugh Weathers    | 7 novembre 2006           |
| Fonction militaire          |                             |                  |                           |
|                             | Adjudant général            | Bob Livingston   | 2 novembre 2010           |
| Fonction judiciaire         |                             |                  |                           |
|                             | Procureur général           | Alan Wilson      | 2 novembre 2010           |

### Période 2007-2011
| Charge                      | Charge                      | Titulaire        | Période     |
| --------------------------- | --------------------------- | ---------------- | ----------- |
|                             | Gouverneur                  | Mark Sanford     | 2007 – 2011 |
| Autres fonctions politiques |                             |                  |             |
|                             | Gouverneur-adjoint          | André Bauer      | 2007 – 2011 |
|                             | Secrétaire d'État           | Mark Hammond     | 2007 – 2011 |
|                             | Trésorier                   | Thomas Ravenel   | 2007        |
| Ken Wingate                 | Trésorier                   | 2007             |             |
| Converse Chellis            | Trésorier                   | 2007 – 2011      |             |
|                             | Contrôleur                  | Richard Eckstrom | 2007 – 2011 |
|                             | Surintendant de l'éducation | Jim Rex          | 2007 – 2011 |
|                             | Commissaire à l'agriculture | Hugh Weathers    | 2007 – 2011 |
| Fonction militaire          |                             |                  |             |
|                             | Adjudant général            | Stan Spears      | 2007 – 2011 |
| Fonction judiciaire         |                             |                  |             |
|                             | Procureur général           | Henry McMaster   | 2007 – 2011 |

### Période 2003-2007
| Charge                      | Charge                      | Titulaire        | Période     |
| --------------------------- | --------------------------- | ---------------- | ----------- |
|                             | Gouverneur                  | Mark Sanford     | 2003 – 2007 |
| Autres fonctions politiques |                             |                  |             |
|                             | Gouverneur-adjoint          | André Bauer      | 2003 – 2007 |
|                             | Secrétaire d'État           | Mark Hammond     | 2003 – 2007 |
|                             | Trésorier                   | Grady Patterson  | 2003 – 2007 |
|                             | Contrôleur                  | Richard Eckstrom | 2003 – 2007 |
|                             | Surintendant de l'éducation | Inez Tenenbaum   | 2003 – 2007 |
|                             | Commissaire à l'agriculture | Charles Sharpe   | 2003 – 2004 |
| Hugh Weathers               | Commissaire à l'agriculture | 2004 – 2007      |             |
| Fonction militaire          |                             |                  |             |
|                             | Adjudant général            | Stan Spears      | 2003 – 2007 |
| Fonction judiciaire         |                             |                  |             |
|                             | Procureur général           | Henry McMaster   | 2003 – 2007 |

### Période 1999-2003
| Charge                      | Charge                      | Titulaire       | Période     |
| --------------------------- | --------------------------- | --------------- | ----------- |
|                             | Gouverneur                  | Jim Hodges      | 1999 – 2003 |
| Autres fonctions politiques |                             |                 |             |
|                             | Gouverneur-adjoint          | Bob Peeler      | 1999 – 2003 |
|                             | Secrétaire d'État           | Jim Miles       | 1999 – 2003 |
|                             | Trésorier                   | Grady Patterson | 1999 – 2003 |
|                             | Contrôleur                  | Jim Lander      | 1999 – 2003 |
|                             | Surintendant de l'éducation | Inez Tenenbaum  | 1999 – 2003 |
|                             | Commissaire à l'agriculture | Les Tindal      | 1999 – 2003 |
| Fonction militaire          |                             |                 |             |
|                             | Adjudant général            | Stan Spears     | 1999 – 2003 |
| Fonction judiciaire         |                             |                 |             |
|                             | Procureur général           | Charlie Condon  | 1999 – 2003 |